# Поліклональні антитіла
Поліклональні антитіла — антитіла, що утворюються в сироватці (антисироватці) крові у різних лініях B-клітин і зв'язуються з різними антигенними детермінантами (епітопами) молекули-мішені (антигену).
Суміш антитіл виділену з сироватки крові називають поліклональним препаратом. Поліклональні антитіла раніше широко використовувались в імунодіагностиці, для їх отримання викоростовувалася імунізована тварина (зазвичай кріль). Використання поліклональних антитіл має два недоліки, істотних для деяких методів діагностики:
1. вміст окремих антитіл у поліклональному препараті може варіювати від однієї партії до іншої;
2. поліклональні антитіла не можна застосовувати, якщо необхідно розрізнити дві подібні мішені, тобто коли патогенна (мішень) і непатогенна (не-мішень) форми розрізняються єдиною детермінантою.

На зміну поліклональним були розроблені препарати антитіл, що специфічні до певної однієї антигенної детермінант, тобто препарати моноклональних антитіл. Проте поліклональні антитіла зберігають деяке використання в імунодіагностиці та лабораторних дослідженнях перш за все через низьку вартість їх отримання.